# Manuel Durán y Bas
Manuel Durán y Bas (Barcelona, 28 de noviembre de 1823-Barcelona, 10 de febrero de 1907) fue un abogado y político español, ministro de Gracia y Justicia en el gabinete del Gobierno conservador de Francisco Silvela durante la regencia de María Cristina de Habsburgo-Lorena. 

## Biografía
Nació el 28 de noviembre de 1823 en Barcelona. Doctorado en Derecho por la Universidad de Barcelona en 1852, obtuvo la cátedra de Derecho Mercantil de la misma en 1862, y en 1896 fue su rector.
En 1863 obtiene su primer acta de diputado en el Congreso al resultar elegido en las elecciones por la circunscripción de Barcelona, escaño que volvería a obtener en los procesos electorales de 1865, 1879 y 1884. En 1886 pasa al Senado en representación de la Sociedad Económica de Barcelona, siendo nombrado senador vitalicio en 1891. Fue ministro de Gracia y Justicia entre el 4 de marzo y el 25 de octubre de 1899 en un gabinete Silvela.

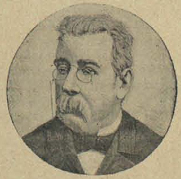
Retrato publicado en La Ilustración Católica.

Ponente del congreso de juristas españoles de 1885, defendió con éxito la continuidad de los regímenes jurídicos de los territorios con derecho propio dentro el estado español; como vocal de la Comisión General de Codificación redactó la famosa Memoria acerca de las instituciones del derecho civil de Cataluña (1883), todavía alegato básico del ordenamiento legal catalán y que ha servido de fundamento a los diversos proyectos de apéndices y compilaciones; en las discusiones sobre el código civil español, en el congreso y en el senado, su gestión fue decisiva para la nueva redacción de los artículos 12 y 15 de aquel cuerpo legal.
De joven fue secretario del Ayuntamiento de Barcelona. Políticamente militó, primero, en el partido de Cánovas, y después, de Silvela. Fue diputado provincial (1858-62), diputado en las Cortes, senador electivo y vitalicio: parlamentariamente fue muy activo y eficaz. Presidió el Ateneo Catalán y el Ateneo Barcelonés, la Academia de Jurisprudencia y Legislación de Barcelona en 1868 y en seis reelecciones sucesivas, y la Academia de Buenas Letras, el 1901 y desde 1904 hasta la muerte; patrocinó la fundación de los Coros de Clavé, la Caja de Pensiones para la Vejez y de Ahorros y los Estudios Universitarios Catalanes, etc. En 1899, en el Gobierno presidido por Silvela, tras el desastre colonial, desempeñó temporalmente la cartera de Gracia y Justicia. Gracias a él, José Morgades fue nombrado obispo de Barcelona, y José Torras y Bages, de Vich. Su bibliografía es extensa, especialmente en temas jurídicos y sociales. Falleció el 10 de febrero de 1907.

## Obras
- Estudios económicos (1856)
- Consideraciones sobre la historia de la ciencia del derecho (1863)
- Memoria acerca de las instituciones del derecho civil de Cataluña (1883)
- Escritos. Primera serie. Estudios jurídicos (1888)
- La escuela jurídica catalana (1891)
- Escritos. Segunda serie. Estudios sociales, morales y económicos (1895)